# Resolutie 1356 Veiligheidsraad Verenigde Naties
Resolutie 1356 van de Veiligheidsraad van de Verenigde Naties werd op 19 juni 2001 unaniem door de VN-Veiligheidsraad aangenomen.

## Achtergrond
In 1960 werden de voormalige kolonies Brits Somaliland en Italiaans Somaliland onafhankelijk en
samengevoegd tot Somalië. In 1969 greep het leger de macht en werd Somalië een socialistisch-islamitisch
land. In de jaren 1980 leidde het verzet tegen het totalitair geworden regime tot een
burgeroorlog en in 1991 viel het centrale regime. Vanaf dan beheersten verschillende groeperingen elke
een deel van het land en enkele delen scheurden zich ook af van Somalië.

## Inhoud
De Veiligheidsraad:
- Herbevestigt de resoluties 733 (1992) en 751 (1992).
- Wil opnieuw vrede en veiligheid zien in Somalië.
- Erkent de inspanningen om aan Somalië humanitaire hulp te leveren.
- Handelt onder Hoofdstuk VII van het Handvest van de Verenigde Naties.

1. Herhaalt dat alle landen de maatregelen uit resolutie 733 moeten naleven, en dringt er bij elk land op aan om de nodige maatregelen te nemen om het wapenembargo volledig uit te voeren en af te dwingen.
2. Beslist dat de maatregelen niet gelden voor beschermende kledij die tijdelijk naar Somalië worden gebracht door VN-medewerkers, hulpverleners of media voor persoonlijk gebruik.
3. Beslist ook dat de maatregelen niet gelden voor niet-dodelijke militaire uitrusting voor humanitaire gebruik of als bescherming.
4. Vraagt het comité (resolutie 751) over bovenstaande uitzonderingen te beslissen.
5. Besluit om op de hoogte te blijven.

## Verwante resoluties
- Resolutie 953 Veiligheidsraad Verenigde Naties (1994)
- Resolutie 954 Veiligheidsraad Verenigde Naties (1994)
- Resolutie 1407 Veiligheidsraad Verenigde Naties (2002)
- Resolutie 1425 Veiligheidsraad Verenigde Naties (2002)

Lijst ·  1335 ·  1336 ·  1337 ·  1338 ·  1339 ·  1340 ·  1341 ·  1342 ·  1343 ·  1344 ·  1345 ·  1346 ·  1347 ·  1348 ·  1349 ·  1350 ·  1351 ·  1352 ·  1353 ·  1354 ·  1355 ·  1356 ·  1357 ·  1358 ·  1359 ·  1360 ·  1361 ·  1362 ·  1363 ·  1364 ·  1365 ·  1366 ·  1367 ·  1368 ·  1369 ·  1370 ·  1371 ·  1372 ·  1373 ·  1374 ·  1375 ·  1376 ·  1377 ·  1378 ·  1379 ·  1380 ·  1381 ·  1382 ·  1383 ·  1384 ·  1385 ·  1386